# Halfdan E
Halfdan E (Nielsen, født 21. november 1965 i Fløng) er dansk musiker, producer og filmkomponist.
Hans fremadrettede tilgang til det at lave musik og hans forkærlighed for den skæve vinkel har bragt ham succes lige fra hans rolle som producer til hans filmkompositioner til bl.a. Per Flys trilogi (Bænken, Arven og Drabet) og Hans Petter Molands Gymnasielærer Pedersen.

## Karriere
Halfdan var blandt pionererne, der tilbage i midten af 80'erne begyndte at eksperimentere med sampling og elektronisk musik. I tråd med dette indledte Halfdan sit samarbejde med forfatteren og lyrikeren Dan Turèll. Samarbejdet afstedkom de to anmelderroste udgivelser Pas på Pengene (1993) og Glad i Åbningstiden (1996) samt julesangen "Jul Igen", der er at finde på NOW Christmas 2008.
I de unge år medvirkede han som bassist i bands som Dieters Lieder, Poul Krebs, Gangway og Laid Back. Her var han aktiv både i studiet og ved koncerter rundt i Danmark og resten af Europa.
Han arbejder stadig med pop- og rockmusik, men hans rolle har ændret sig fra bassist til producer, når han samarbejder med store danske navne såsom TV2, Tobias Trier og Peter Belli.
Han medvirkede i børneprogrammet Skrål på DR1, hvor forskellige børn besøgte ham i hans studie, og de producerede en sang sammen.
I de senere år har rollen som filmkomponist domineret hans professionelle virke. Særligt optaget er han af mødet mellem det konventionelle orkesterpartitur og brugen af alternative instrumenter og lydeffekter. I 2012 lavede Halfdan E en ny kendingsmelodi til DSB på fire toner til afløsning af Niels Viggo Bentzon på tre toner fra starten af 1980'erne.
Halfdan har indtil videre vundet tre Robert-priser og været nomineret fem gange samt to Danish Music Awards og været nomineret fire gange.

## Hæder
Danish Music Awards
| År   | Modtager/nomineret arbejde           | Pris                                 | Resultat  |
| ---- | ------------------------------------ | ------------------------------------ | --------- |
| 1994 | Pas på pengene (med Dan Turèll)      | Årets Danske Entertainment Udgivelse | Vundet    |
| 1997 | Glad i abningstiden (med Dan Turèll) | Årets Danske Entertainment Udgivelse | Vundet    |
| 2005 | Skrål                                | Årets Danske Børnedgivelse           | Nomineret |

Robert (filmpris)
| År   | Modtager/nomineret arbejde | Pris                   | Resultat |
| ---- | -------------------------- | ---------------------- | -------- |
| 2003 | Halfdan E for Okay         | Robert for årets score | Vundet   |
| 2004 | Halfdan E for Arven        | Robert for årets score | Vundet   |
| 2006 | Halfdan E for Drabet       | Robert for årets score | Vundet   |

## Diskografi
Med Dan Turèll
- Pas på Pengene (1993)
- Glad i Åbningstiden (1996)
- Telefon Til Afdøde (2019)

### Filmmusik
Film
- Bænken (2000)
- Arven (2003)
- Drabet (2005)
- The Bride (2017) med Jesper Hansen

Tv
- Borgen (2010-2022)
- Badehotellet (2013-2023) med Jeppe Kaas